# (32944) Gussalli
(32944) Gussalli est un astéroïde de la ceinture principale.

## Description
(32944) Gussalli est un astéroïde de la ceinture principale. Il fut découvert le 19 novembre 1995 à Sormano par Piero Sicoli et Francesco Manca. Il présente une orbite caractérisée par un demi-grand axe de 3,08 UA, une excentricité de 0,18 et une inclinaison de 4,5° par rapport à l'écliptique.

## Compléments